# تابلويد (تصميم صحيفة)
الصحيفة المصغرة أو التابلويد (بالإنجليزية: Tabloid)‏ هي الصحف الصغيرة (النصفية). يعتبر هذا المقياس صغير بالنسبة للصحيفة، إذ يصل إلى نصف مقياس الصحيفة الكاملة، أي بطول 23.5 بوصة (حوالي 60 سم) وبعرض 14.75 بوصة (حوالي 37 سم). وقد بدأ استخدام مصطلح تابلويد من الحقل الطبي من خلال إحدى شركات الأدوية البريطانية، بقصد ضغط الحبوب العلاجية لتصبح «تابلت مضغوطة»، أي جعلها في أحجام صغيرة. ثم انتشر الاستخدام في ميادين أخرى ومنها الصحافة.

## البداية
يعتبر ألفرد هارمسورث Harmsworth أحد أوائل من استخلص نموذجاً مضمونياً لصحافة تعتمد على الإثارة السياسية وتبلي الذائقة الشعبية للناس، ويكون له التأثير على الرأي العام. وقد استطاع من خلال النشر في مطبوعاته من التابلويد الصحافية أن يسقط حكومة الحرب البريطانية في الحرب العالمية الأولى. وقد عاش هارمسورث خلال الفترة 1865 - 1922 م.

## صحف التابلويد في أوروبا
بدأت انطلاقة صحافة التابلويد في أوروبا نتيجة عاملين، هما:
1. محاولة تقديم وجبات سريعة للقارئ يتناولها وهو في مكان عام مثل القطارات أو الباصات خلال ذهابه أو عودته من عمله.
2. تقديم وجبات جديدة من العمل الصحافي، تعتمد على تركيز أكبر من القصص ذات الاهتمامات الإنسانية، وأخبار الحوادث، وبرامج الترفيه المتاحة.

تعتبر صحيفة الصن من أشهر الصحف البريطانية، وهي صحيفة إثارة وفضائح وإغراء، وقد توجهت في السنوات الأخيرة كثير من الصحف البريطانية لتوظيف شكل تابلويد بديلاً لأشكالها التقليدية، حيث انضمت في السنوات الماضية ثلاث من أشهر الصحف الجادة البريطانية إلى ركب التابلويد، وهي صحيفة التايمز Times – التي تحولت بعد 216 عاماً من تأسيسها - وصحيفة الإندبندنت Independent وصحيفة سكوتسمان Scotsman. وتحاول هذه الصحف استخدام مفردة أخرى وهي «مضغوط compact» عند الحديث عن الشكل الجديد لها تحاشيا لاستخدام كلمة تابلويد التي ترتبط لدى الناس عادة بصحافة الفضائح والإثارة والجريمة. وأشارت تقارير عن بعض من هذه الصحف إلى نمو في توزيع هذه الصحف بعد ستة أشهر من التحول نحو المقاس المصغر compact، حيث اشارت التايمز إلى نمو يقدر بـ 32%، وصحيفة الإندبندنت إلى 21%.
وتنتشر التابلويد في أوروبا، ومن أشهر صحف التابلويد صحيفة بليد Blid الألمانية، وهي صحيفة إثارة في شكل برودشيت (وليست صحيفة نصفية)، وتوزع حوالي أربعة ملايين نسخة يومياً. كما في السوق الألمانية تحولت إحدى الصحف المشهورة دي فيلت Die Welt إلى تابلويد عام 2005 م. وفي هولندا تحولت عدد من الصحف الجادة إلى مقاس التابلويد، وتأتي في المقدمة أشهر الصحف الهولندية NRC Handelsblad، إضافة إلى صحف أخرى مجانية تبنت نظام التابلويد مثل مترو وغيرها من الصحف.
وقد تحولت طبعتا وول ستريت جورنال الأوروبية والآسيوية إلى شكل تابلويد، تمشياً مع السوق الأوروبية والآسيوية التي تضغط في اتجاه هذا التحول. ويجب التذكير هنا على أن صناعة الإعلان هي إحدى القوى المؤثرة على التوجه نحو صحافة التابلويد، حيث يرى المعلنون أن الإعلام في صحافة التابلويد لن يعطى التأثير المطلوب للإعلام على القراء، ولهذا فتحاول هذه المؤسسات الإعلانية أن توقف زحف هذا التوجه العالمي نحو التابلويد.
وفي دول أخرى في العالم هناك العديد من الصحف التي تبنت هذا النظام الصحافي، وفي الصين على سبيل المثال، فإن هناك تحولاً كبيراً نحو التابلويد منذ منتصف التسعينيات. وفي روسيا فإن صحيفة موسكو نيوز، وفي جورجيا صحيفة كييف بوست كلاهما من صحف التابلويد، كما أن صحيفة فاينانشال الجورجية قد تحولت إلى تابلويد.

## التابلويد في أمريكا
في الصحافة الأمريكية، تعتبر صحيفة نيويورك ديلي نيوز New York Daily News أول نموذج لصحافة التبلويد، ولكن لم تكن مثل هذه الصحافة بنفس حجم الإثارة الموجود في الصحافة البريطانية. ولكن يمكن القول بأن صحيفة نيويورك بوست New York Post منذ أن اشتراها روبرت مردوخ عام 1976 م هي نموذج أقرب لصحف التبلويد البريطانية. وعلى مستوى التابلويد، توجد صحف أخرى في الولايات المتحدة، ومنها فيلادلفيا ديلي نيوز، شيكاغو صن-تايمز، دنفر روكي ماونتن نيوز، بوستن هيرالد، وغيرها من الصحف الأخرى، بما فيها صحيفة مجانية تصدر في سان فرانسيسكو وواشنطن وبلتيمور واسمها إغزامينر Examiner.

## التابلويد في العالم
وتواصل موجة التابلويد اكتساحها لكثير من صحف العالم، حيث وصلت الظاهرة في أمريكا الجنوبية، في الأرجنتين وتشيلي، ثم في شمال أوروبا، وفي آسيا، في سنغافورة وماليزيا وغيرها من دول العالم. وقد ذكر أحد المحللين الاستراتيجيين في الجمعية الدولية للصحافة – ومقرها باريس – أن 40% من صحف العالم قد تحولت إلى تابلويد بنهاية عام 2005م، بينما كانت النسبة حوالي 30% قبل مطلع القرن العشرين الميلادي.